# Eugenija Šah Knopfaro
Eugenija Šah Knopfaro (Zagreb, 1861. – Bjelovar, 24. veljače 1928.) bila je hrvatska pjesnikinja.
Uz Sidu Košutić i Štefaniju Jurkić, bila je u međuratnom vremenu najpoznatija i najcjenjenija hrvatska književnica katoličke usmjerbe.

## Životopis
Rođena je u Zagrebu 1861. godine u obitelji Knopfhard (Knopfaro). Rano je ostala bez roditelja te odrasla u ujakovoj obitelji. Nakon što je završila Učiteljsku školu u Zagrebu, zaposlila se u Bakru. Zatim se udala za već bolesnoga Ivana Šaha. Kako bi pronašla sredstva za njegovo liječenje, krivotvorila je na mjenici potpis bana Khuena te je osuđena na šest godina zatvora.
Nakon toga je radila kao učiteljica u francuskoj koloniji drvne industrije kod Slatine. Godine 1896. primio ju je u Sarajevo vrhbosanski nadbiskup Josip Stadler te joj omogućio posao u ubožnici, da u internoj školi poučava francuski jezik i glasovir.
Od 1912. godine počinje pokazivati znakove umne bolesti. Nakon što više nije mogla raditi, odazi u Bjelovar. Do kraja života živjela je od pomoći Vrhbosanske nadbiskupije i časopisa „Vrhbosna”. U Bjelovaru umire, 24. veljače 1928. godine.

### Stvaralaštvo
Pjesmama se javila u časopisima: „Vrhbosna” (1896.), „Nada”, „Za vjeru i dom”, „Hrvatska sloga” te „Hrvatski dnevnik”. Objavila je i nekoliko religiozno nadahnutih novela.

### Knjige
- Marjanović, Mirko. 2001. Leksikon hrvatskih književnika Bosne i Hercegovine od najstarijih vremena do danas. MH Sarajevo; HKD Napredak Sarajevo. Sarajevo.

### Mrežna sjedišta
- Otkrivanje lika velikanice hrvatske književnosti; 14. Ožujka 1928. – umrla pjesnikinja Eugenija Šah. www.glas-koncila.hr. Pristupljeno 12. lipnja 2023.